# Perseverance Island (Australien)
Perseverance Island ist eine unbewohnte Insel im Great Barrier Reef. Sie gehört zum Archipel der Whitsunday Islands, der sich nahe der Ostküste des australischen Bundesstaats Queensland befindet.

## Geographie
Perseverance Island liegt zusammen mit Dungurra Island vor der Ostküste von Hamilton Island.